# توماس دافنبورت
توماس دافنبورت (بالإنجليزية: Thomas Davenport (congressman))‏ (و. 1778 – 1838 م)هو سياسي، ومحامي من الولايات المتحدة الأمريكية . ولد في مقاطعة كومبرلاند .
وهو عضو في الحزب الديمقراطي الأمريكي .